# Verbascum sakaryense
Verbascum sakaryense är en flenörtsväxtart som beskrevs av Hub.-mor.. Verbascum sakaryense ingår i släktet kungsljus, och familjen flenörtsväxter. Inga underarter finns listade i Catalogue of Life.